# Гено, Стив
Стив Гено (фр. Steeve Guenot, 2 октября 1985, Шалон-сюр-Сон, Франция) — французский борец греко-римского стиля, олимпийский чемпион 2008 года.
Принёс Франции золотую медаль в борьбе впервые с 1936 года. Выступает в весовой категории до 66 кг. Серебряный призёр чемпионата мира (2007),бронзовый призер чемпионата Европы (2010), многократный чемпион Франции. Родной брат Стива борец Кристоф Гено выиграл на Олимпийских играх 2008 года бронзовую медаль в весовой категории до 74 кг.
В 2012 году на Олимпиаде в Лондоне завоевал бронзовую награду.